# Észak-Phjongan
Észak-Phjongan (hangul: 평안북도, Phjongan-pukto, handzsa: 平安北道, RR: P'yŏngan-pukto, ’békés’) tartomány Észak-Koreában. 1896-ban alakult, amikor Phjongan (P'yŏngan) tartományt kettéválasztották. 2002-ben Észak-Phjongan (P'yŏngan)tól elszakadt a Sinidzsu (Sinŭiju) Különleges Gazdasági Régió – a régió a székhely, Sinidzsu (Sinŭiju) város közelében található – mint a 3. Különleges közigazgatási Régió Észak-Koreában.
Északon a Jalu folyó képezi a határt Kínával. Keletről a Csagang (Chagang) tartomány, Délről pedig a Sárga-tenger (amit Koreában Nyugati-tengernek hívnak) és Dél-Phjongan (P'yŏngan) tartomány határolja.

## Közigazgatási beosztása
Városai:
- Sinidzsu (신의주시)
- Kuszong (Kusong) (구성시)
- Csongdzsu (Chongju) (정주시) (1994-ben kapott városi rangot)

Megyéi:
| - Kudzsang (Kujang) (구장군) - Kvakszan (Kwaksan) (곽산군) - Njongbjon (Nyongbyon) (녕변군) - Tongnim (Tongrim) (동림군) - Tongcshang (Tongchang) (동창군) - Tegvan (Taekwan) (대관군) - Rjongcshon (Ryongchon) (룡천군) - Pakcshon (Pakchon) (박천군) - Pjoktong (Pyoktong) (벽동군) - Szakcsu (Sakchu) (삭주군) - Szoncshon (Sonchon) (선천군) | - Sindo (신도군) - Cshangszong (Changsong) (창성군) - Cshonma (Chonma) (천마군) - Csholszan (Cholsan) (철산군) - Tecshon (Taechon) (태천군) - Phihjon (Pihyon) (피현군) - Hjangszan (Hyangsan) (향산군) - Jomdzsu (Yomju) (염주군) - Unszan (Unsan) (운산군) - Undzson (Unjon) (운전군) - Idzsu (Uiju) (의주군) |

1. ↑  2008 North Korean census